# Journée mondiale de l'eau

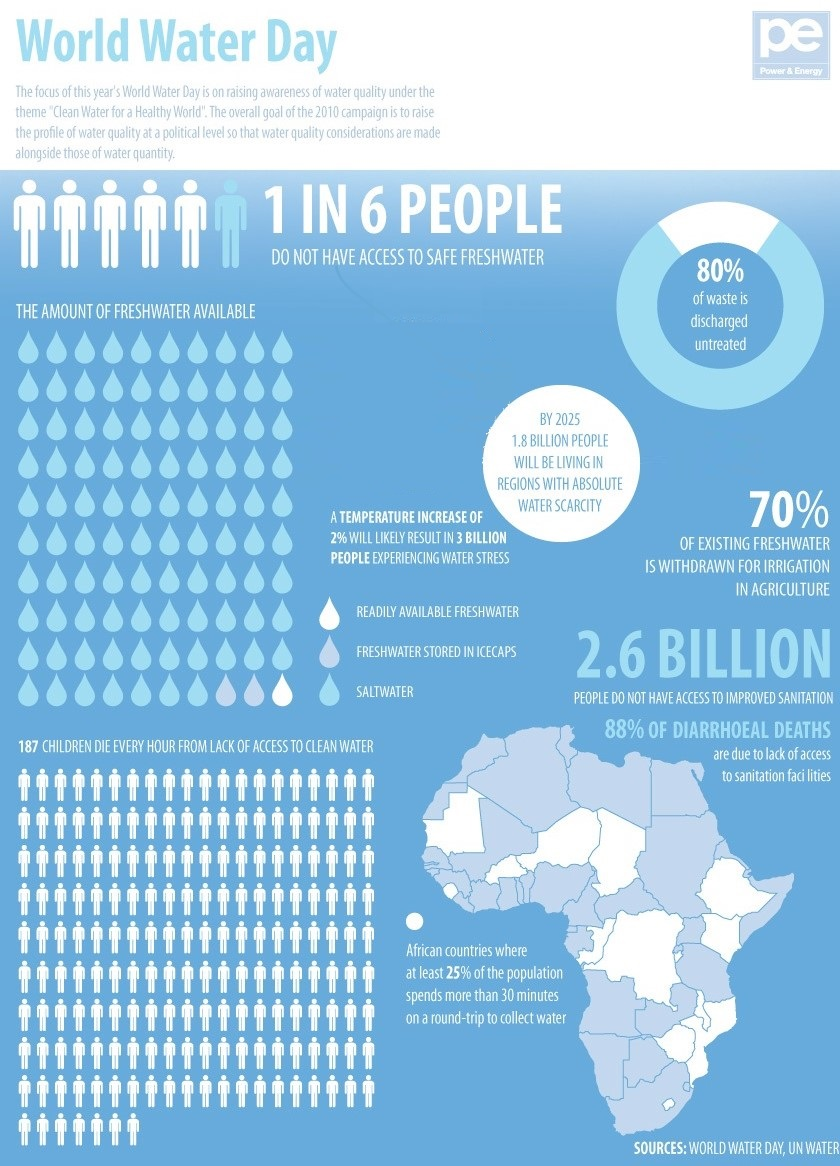
87% de la population mondiale - environ 5,9 milliards de personnes - ont accès à des ressources d'eau potable propres et sûres, mais cela signifie que près d'un milliard de personnes n'y ont pas accès (voir l'article complet sur Power and Energy Africa).

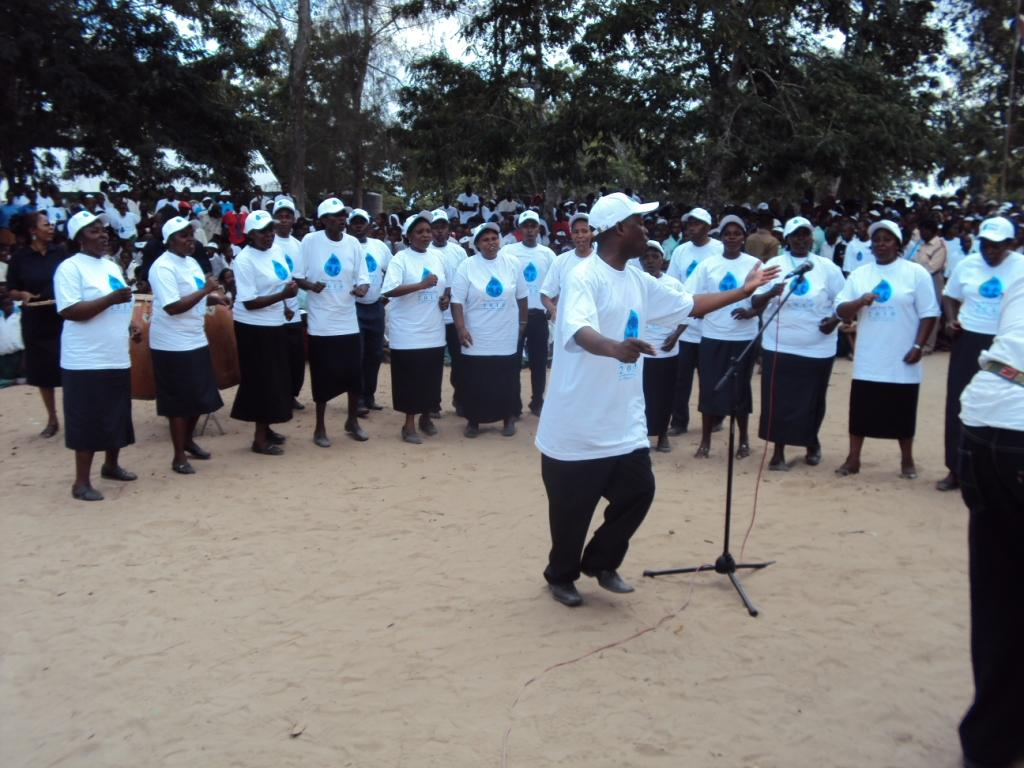
Une célébration de la Journée mondiale de l'eau au Kenya en 2011.

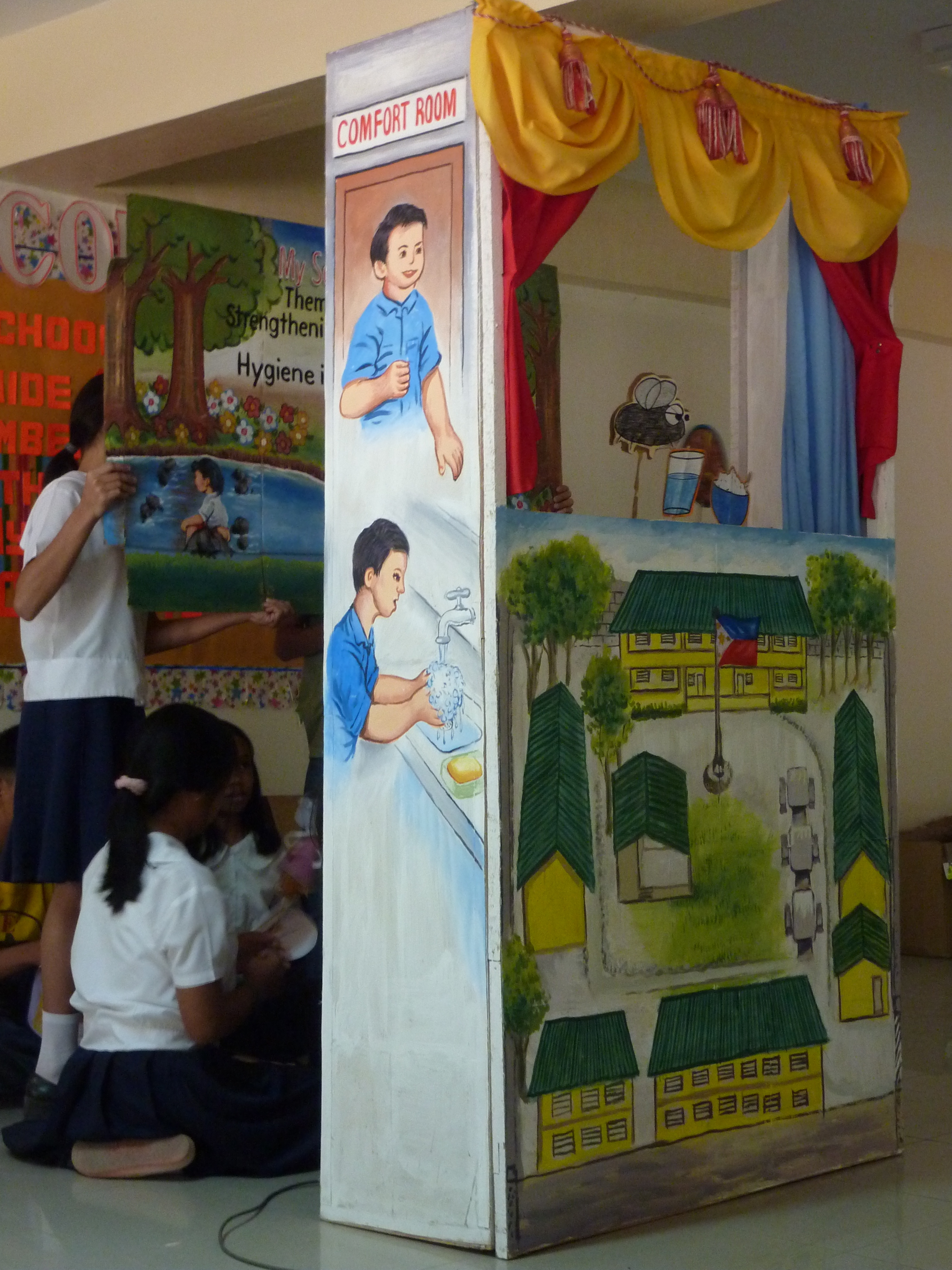
Enfants présentant un spectacle de marionnettes pour le concours "My School Toilet" à Cagayan de Oro aux Philippines, pour la Journée mondiale de l'eau en 2010.

La Journée mondiale de l'eau est une journée internationale instituée par l'Organisation des Nations unies. Proposée dans l'Agenda 21 au cours du sommet de Rio en 1992 et adoptée le 22 février 1993 par l'Assemblée générale des Nations unies, elle se célèbre le 22 mars de chaque année avec des thèmes différents.

## Histoire
En 1992, la Conférence des Nations unies sur l’environnement et le développement (CNUED) a émis une recommandation en faveur d'une journée internationale consacrée aux ressources en eau douce. Le 22 décembre 1992, la résolution A/RES/47/193  adopté par l’Assemblée générale des Nations unies déclarait que la première Journée mondiale de l’eau était fixé au 22 mars 1993.
Dans l'action mondiale, l'Assemblée générale a proclamé la Décennie internationale d’action « L'eau, source de vie » (2005-2015) et l'actuelle Décennie internationale d’action « L’eau et le développement durable » (2018-2028). 

## Organisation
L'ONU et ses États membres consacrent cette journée à la mise en œuvre des recommandations des Nations unies, notamment sur les économies d'eau et l'amélioration des conditions d'accès à l'eau potable qui est reconnu comme un droit fondamental par l'ONU depuis le 28 juillet 2010. Chaque année, l'une des différentes agences des Nations unies impliquées dans les questions de l'eau est chargée de la promotion et la coordination des activités internationales de cette journée. Depuis sa création en 2003, le programme ONU-eau (en) choisit le thème de cette journée.
Outre les États membres de l'ONU qui organisent à cette occasion des événements pour faire connaître les messages clés de la campagne (conférences, expositions, ateliers), un certain nombre d'ONG profitent de cette journée pour attirer l'attention du public sur les enjeux cruciaux relatifs à l'eau. Tous les trois ans depuis 1997, par exemple, le Conseil mondial de l'eau, en lien avec cette journée, organise le forum mondial de l'eau.

## Buts poursuivis
Les buts poursuivis par la Journée mondiale de l'eau est : 
- d'attirer l'attention sur le dysfonctionnement du cycle de l’eau, ce dernier ayant pour effet de compromettre les progrès réalisés à l’égard de tous les grands problèmes mondiaux (la santé, la faim, l’égalité hommes-femmes, l’accès à l’emploi, l’éducation, l’industrie, les catastrophes ou encore la paix) ;
- d'accélérer le changement pour résoudre la crise de l’eau et de l’assainissement. Notamment, l'année 2023 fut une année particulière en ce qui concerne les engagements concernant l'utilisation de l'eau et à son assainissement, puisque la célébration de cette Journée mondiale de l'eau 2023 a coïncidé avec le début de la Conférence des Nations unies sur l'eau, qui a eu lieu à New-York du 22 au 24 mars 2023[2].

## Thèmes annuels
Les célébrations de cette journée depuis 1994 sont :
- 2025 : Préservation des glaciers.
- 2024 : L'eau pour la paix[6]
- 2023 : « Soyez le changement que vous voudriez pour le monde »
- 2022 : Les eaux souterraines, rendre visible l'invisible.
- 2021 : Valoriser l'eau.
- 2020 : De l'eau pour tous.
- 2019 : Ne laisser personne de côté.
- 2018 : L'eau : la réponse est dans la nature
- 2017 : Pourquoi gaspiller de l'eau ?
- 2016 : L'humanité a besoin de l'eau.
- 2015 : Eau et développement durable.
- 2014 : Eau et énergie.
- 2013 : La coopération dans le domaine de l'eau[7]. Organisée par le royaume des Pays-Bas à la Haye, cette journée a lieu dans le cadre de l'année 2013, année internationale de la coopération dans le domaine de l’eau[8].
- 2012 : La planète a soif car le monde a faim. Journée coordonnée par l'Organisation des Nations unies pour l'alimentation et l'agriculture[9]. À l'occasion de cette journée mondiale, le CICR attire l’attention de la communauté internationale sur les problèmes liés à l’eau auxquels doivent faire face les civils pris dans les combats[10].
- 2011 : L'eau pour les villes : relever le défi urbain[11].
- 2010 : De l'eau propre pour un monde sain.
- 2009 : Les eaux transfrontalières.
- 2008 : L'assainissement.
- 2007 : Faire face à la pénurie d’eau.
- 2006 : Eau et culture.
- 2005 : L'eau, source de vie.
- 2004 : L'eau et les désastres.
- 2003 : De l'eau pour le futur.
- 2002 : De l'eau pour le développement.
- 2001 : De l'eau pour le XXIe siècle
- 2000 : Eau et santé.
- 1999 : La vie à l'aval des cours d'eau.
- 1998 : L'eau souterraine - la ressource invisible.
- 1997 : L'eau dans le monde : en existe-t-il assez ?
- 1996 : De l'eau pour les villes assoiffées.
- 1995 : Les femmes et l'eau.
- 1994 : La sauvegarde de nos ressources en eau est l'affaire de tous.